# Psapp
Psapp (pronunciado: SAP) es una banda de música electrónica experimental. El grupo, formado por el dúo Carim Clasmann y Galia Durant, a veces se acredita haber inventado un estilo musical conocido como toytronica.
Para el público en general puede ser más conocido por haber compuesto "Cosy in the Rocket", tema del exitoso drama médico Grey's Anatomy. Algunas de sus canciones se han utilizado con éxito en otras series como The OC, Nip Tuck y Sugar Rush.

## Álbumes
- Northdown - 2004,
- Tiger, My Friend - 2004
- The Only Thing I Ever Wanted - 2006
- The Camel's Back - 2008

## EP
- Early Cats and Tracks EP - 2006
- Buttons and War EP - 2005
- Rear Moth EP - 2004
- Do Something Wrong EP - 2003

## Sencillos
- Tricycle - 2006
- Hi - 2007

## Otros
- Grey's Anatomy, Soundtrack (2005 Hollywood Record)

- Datos: Q765068